# Hans-Joachim Koellreutter

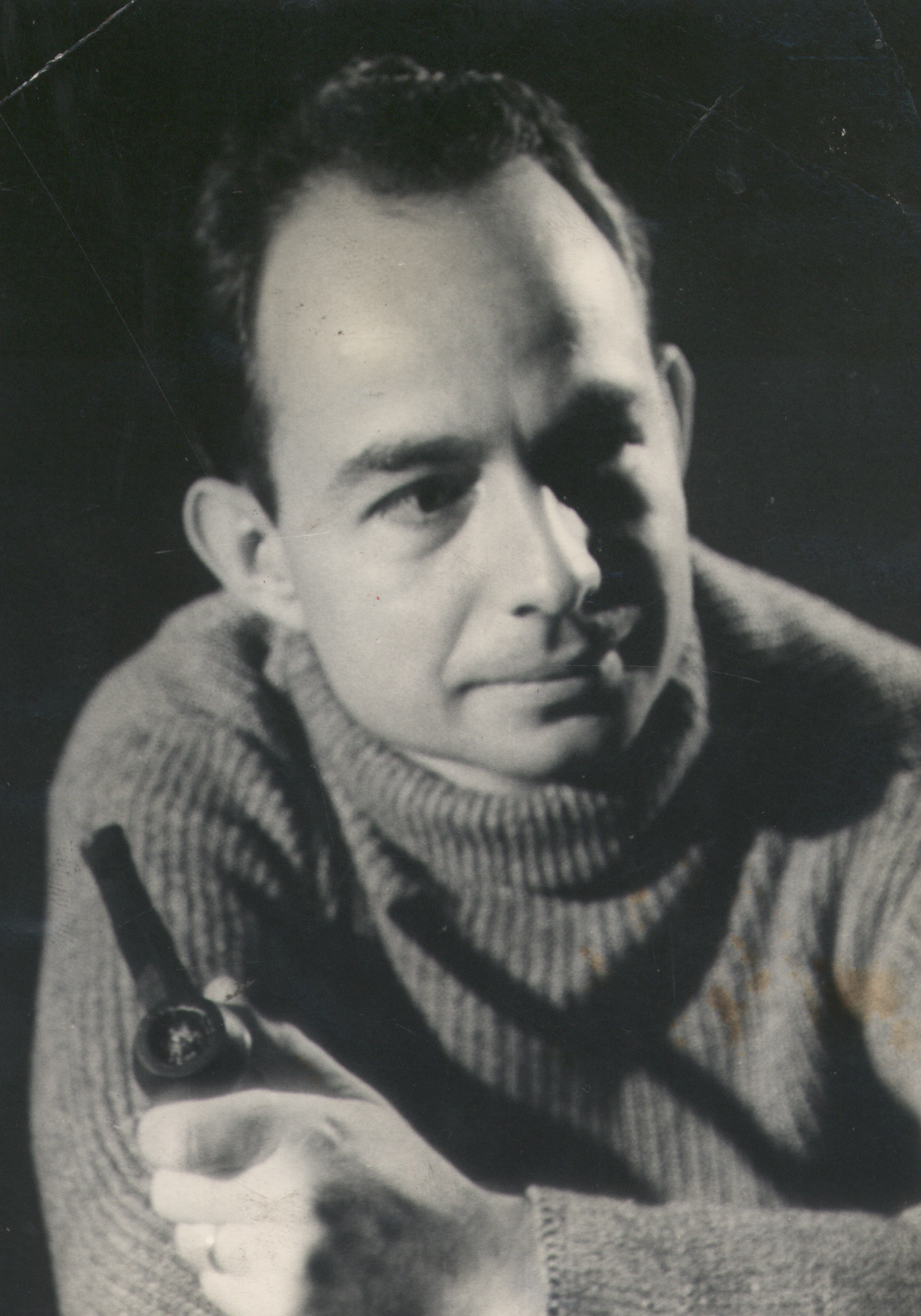
Hans-Joachim Koellreutter

Hans-Joachim Koellreutter (* 2. September 1915 in Freiburg im Breisgau; † 13. September 2005 in São Paulo, Brasilien) war ein deutsch-brasilianischer Komponist, Flötist, Dirigent und  Musikpädagoge.

## Biografie
Nach seinem Studium der Musik emigrierte er vor den Nationalsozialisten im Jahr 1937 nach Brasilien, wo er in Salvador begann, Musik zu unterrichten. Er begründete in Brasilien eine neue Bewegung, die Música Viva, die gegen den Neufolklorismus auftrat. Andere Mitglieder der Bewegung waren Cláudio Santoro, César Guerra-Peixe, Edino Krieger und Eunice Catunda. Er bekämpfte Komponistenkollegen, etwa Mozart Camargo Guarnieri, der ihm vorwarf, die Komponisten ihrer Wurzeln zu berauben. Er führte in Brasilien auch die Zwölftonmusik ein, die Arnold Schönberg entwickelt hatte und kam in Kontakt mit der Musik der indigenen Bevölkerung Brasiliens, die auch sein Schaffen beeinflusste.
In den 1940er Jahren war Koellreutter einer der einflussreichsten Musikprofessoren in Brasilien. Zu seinen Schülern gehörten unter anderem Antônio Carlos Jobim, der bei Koellreutter in seiner Jugend Unterricht in Klavier und Harmonielehre bekam, aber auch Moacir Santos, Olivier Toni, João Mendes und viele weitere. Er gründete auch Musikschulen in São Paulo und Salvador.
Unter Koellreutters Einfluss kamen auch einige weitere europäische Komponisten nach Brasilien. Dazu gehört etwa Ernst Widmer, der in den 1950ern aus der Schweiz nach Bahia kam, um dort bei Koellreutters neu gegründeten freien Musikseminaren mitzuwirken. Auch Henry Jolles wurde von Koellreutter nach Brasilien gerufen, er arbeitete ab 1952 an der Escola Livre de Música in São Paulo.
Im Jahre 1964 übersiedelte Koellreutter zunächst nach Rio de Janeiro, bis er in den späten 1960ern und 1970ern für das Goethe-Institut in Indien und Japan arbeitete, wo er die klassische Musik beider Länder studierte. Im Jahre 1975 kehrte er nach Brasilien zurück und setzte dort seine Tätigkeit als Lehrer und Komponist fort.